# 缅甸凤仙花
缅甸凤仙花（学名：Impatiens aureliana）为凤仙花科凤仙花属下的一个种。

## 扩展阅读
- 維基物種上的相關：缅甸凤仙花